# فوریه
فوریه (به فرانسوی: Février) دومین ماه سال میلادی در گاهشماری گریگوری است. کوتاهترین ماه گاهشماری میلادی و تنها ماهی که ۲۸ یا ۲۹ روز دارد. این ماه در سال کبیسه، ۲۹ روز دارد.
در سال‌های معمولی، فوریه در همان روزی از هفته آغاز می‌شود که ماه‌های مارس و نوامبر آغاز می‌شوند و در سال‌های کبیسه روز نخست آن همانند روز نخست ماه اوت است. آخرین روز فوریه در سال‌های معمولی مانند آخرین روز اکتبر و در سال‌های کبیسه مانند آخرین روز ژانویه است.

## پیشینه

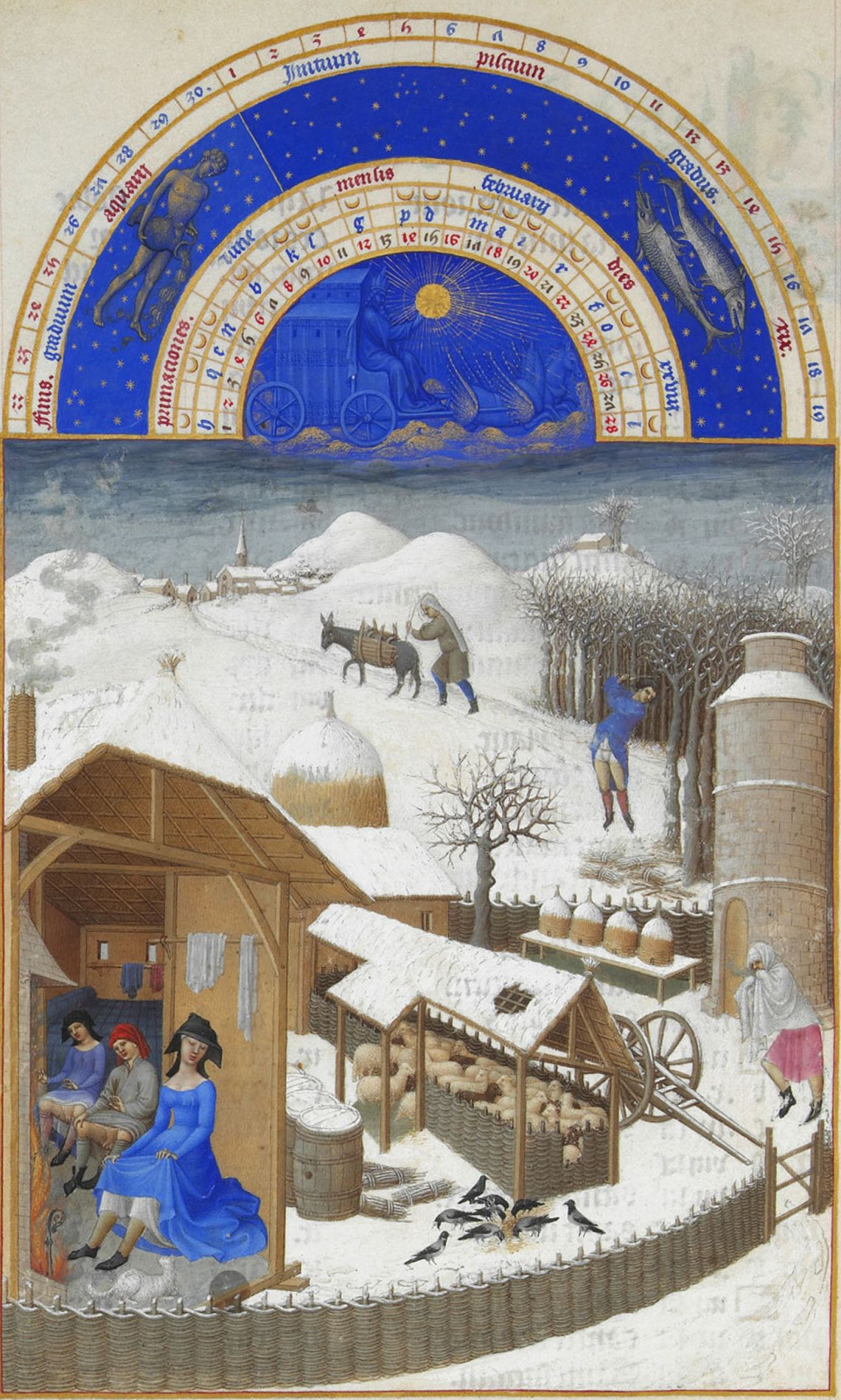
فوریه، از نقاشی ساعات خوش دوک دوبری

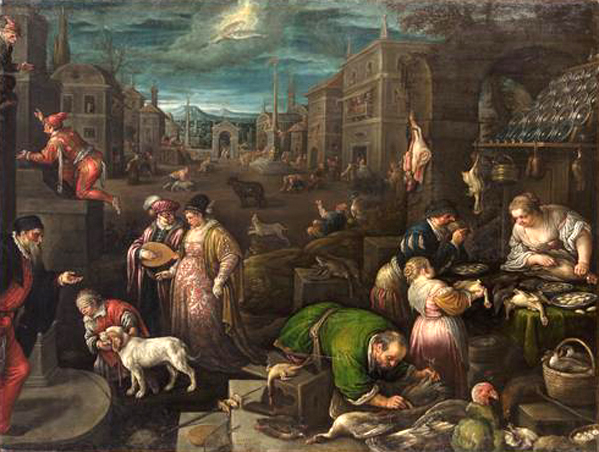
فوریه، لئاندرو باسانو

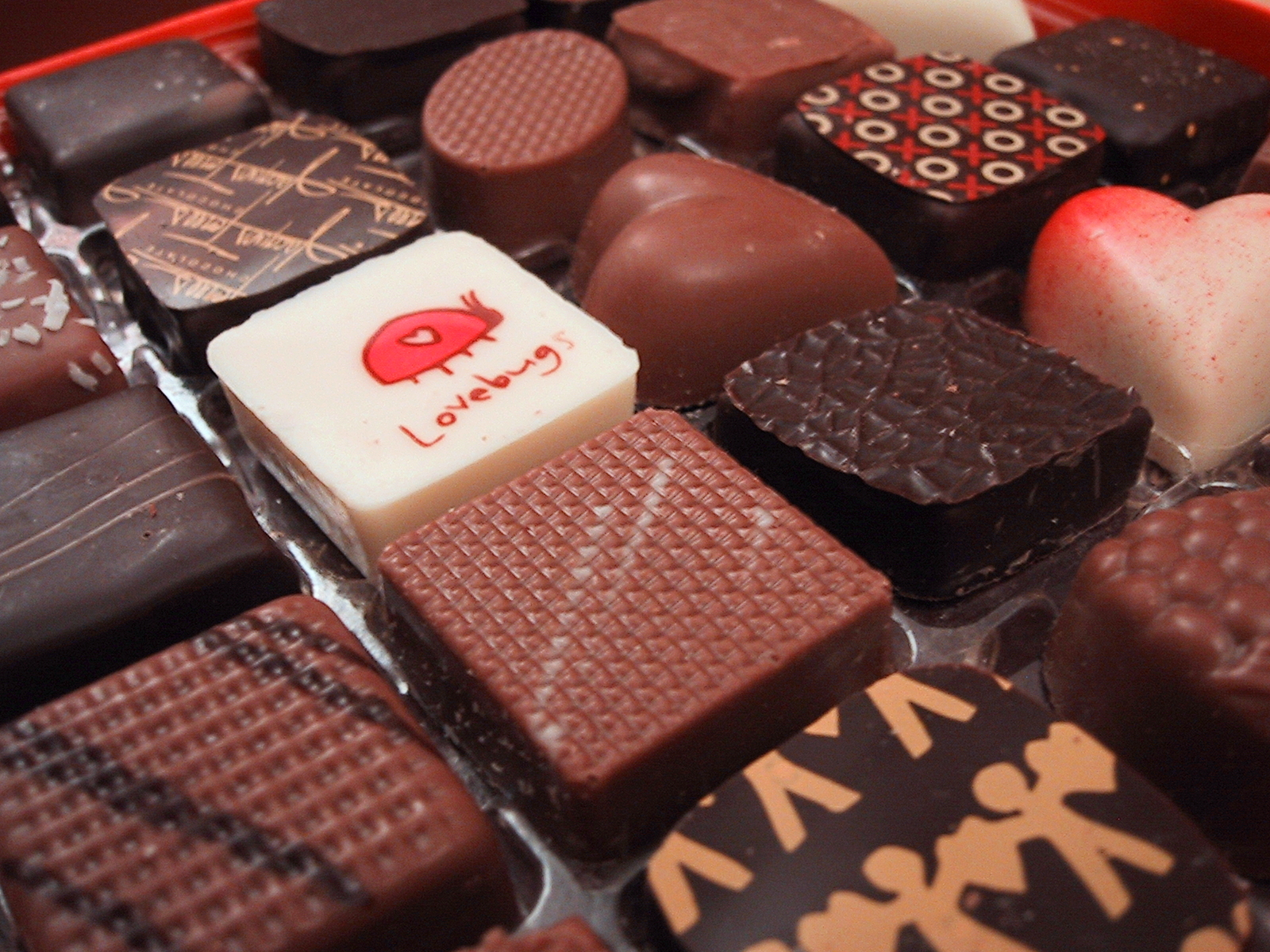
شکلات‌های روز ولنتاین

نام فوریه از واژهٔ لاتین februum به معنی پالایش و تطهیر گرفته شده‌است. چون در گاه‌شماری رومی در روز ۱۵ فوریه «مراسم تطهیر» یا Februa برگزار می‌شد. ژانویه و فوریه دو ماه آخری بودند که به گاه‌شمار رومی افزوده شده بودند؛ پیش از آن زمستان به عنوان یک دورهٔ بدون ماه بود. در سال ۷۱۳ پیش از میلاد این دو ماه توسط نوما پمپیلیوس به گاه‌شمار اضافه شد. فوریه تا سال‌ها به عنوان آخرین ماه گاه‌شمار باقی مانده بود تا آنکه در دورهٔ دسمویری Decemviri در سال ۴۵۰ پیش از میلاد در جایگاه دوم قرار گرفت و دومین ماه سال شد. همچنین در برخی دوره‌ها در دوران باستان ماه فوریه را کوتاه می‌کردند و تنها ۲۳ یا ۲۴ روز در سال‌های معمولی و ۲۷ روز در سال‌های کبیسه، برای آن در نظر می‌گرفتند و برای آنکه روزهای سال با تغییرات فصلی هماهنگ باشد پس از فوریه، بدون فاصله یک مِرسِدونیوس قرار می‌دادند.
نام‌های دیگری که برای فوریه وجود داشت عبارت بودند از:
- Solmonath در انگلیسی باستان با برابر امروزی mud month به معنی ماه گل و لای
- Kale-monath که نام آن از روی کلم انتخاب شده بود.

در زبان شارلمانی به این ماه Hornung و در فنلاندی به آن helmikuu به «معنی ماه مروارید» گفته می‌شود چون هنگامی که برف‌ها از روی شاخهٔ درختان آب می‌شود قطره‌های کوچک آب روی درخت باقی می‌ماند و هنگامی که دوباره سرد می‌شود این قطره‌ها یخ می‌زند و مانند دانه‌های مروارید یخی می‌شود. به این ماه در لهستانی و اوکراینی به ترتیب luty و лютий گفته می‌شود به معنی ماه یخ یا یخ زدگی شدید و در زبان مقدونی به این ماه «сечко» گفته می‌شود که این عبارت به معنی «ماه بریدن (چوب)» است.

## رویدادها و مناسبت‌های فوریه
- درگذشت خسرو پرویز
- ماه تاریخ سیاه (کانادا و آمریکا)
- ماه تاریخ LGBT (بریتانیای کبیر)
- ماه ملی غذا دادن به پرندگان[۱]
- ماه رهبری سرپرست خانواده (به انگلیسی: Parent Leadership)
- لغو برده داری در موریس، ۱ فوریه
- روز بریجید مقدس (St Brigid’s Day) در ایرلند، ۱ فوریه
- روز Imbolc، جشن آغاز بهار در ایرلند، ۲ فوریه
- استقلال سریلانکا، ۴ فوریه
- قانون اساسی ۱۹۱۷ مکزیک، ۵ فوریه
- روز ویتانگی (Waitangi Day) در زلاند نو، ۶ فوریه
- تعطیلات فرهنگی در اسلونی، ۸ فوریه
- روز بنیاد ملی در ژاپن، ۱۱ فوریه
- زادروز آبراهام لینکلن، ایالات متحده آمریکا، ۱۲ فوریه
- روز ولنتاین، ۱۴ فوریه
- کشتار روز ولنتاین، به دلیل جنگ میان دو گروه مافیایی در شیکاگو، ۱۴ فوریه
- روز پرچم، کانادا، ۱۵ فوریه
- روز استقلال کوزوو، ۱۷ فوریه
- روز رئیس‌جمهور در سومین دوشنبهٔ ماه، ایالات متحده آمریکا
- روز جهانی زبان مادری، ۲۱ فوریه
- روز استقلال سنت لوسیا، ۲۲ فوریه
- زادروز جورج واشینگتن، ایالات متحده، ۲۲ فوریه، این روز معمولاً با روز رئیس‌جمهور همزمان می‌شود.
- روز پرچم مکزیک، ۲۴ فوریه
- روز استقلال در استونی، ۲۴ فوریه
- انقلاب قدرت مردم در فیلیپین، ۲۵ فوریه
- روز آزادی در کویت، ۲۶ فوریه
- روز استقلال جمهوری دومینیکن، ۲۷ فوریه
- روز کبیسه در ۲۹ فوریه هر چهار سال یک بار با استثنا (در گاه‌شمار میلادی).
- روز ملی پوشش قرمز (در آمریکا و انگلیس)
- روز ملی خورشید (در آرژانتین)

## نمادها

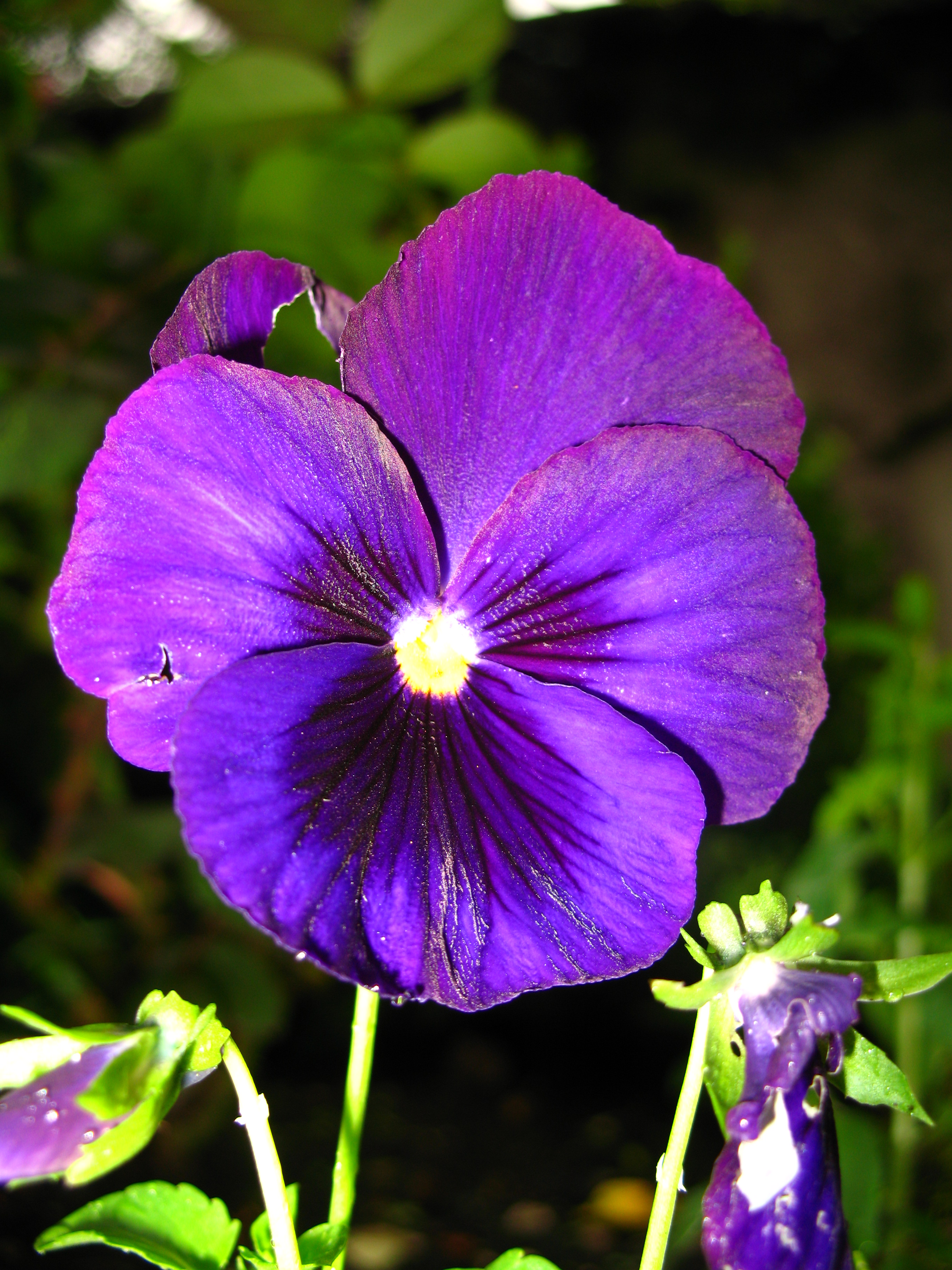
گل بنفشه

- گل زاده شدگان این ماه بنفشه و پامچال است.[۲]
- سنگ زاده شدگان این ماه آمیتیست است به نشانهٔ پارسایی، فروتنی، حکمت و بی‌ریایی.